# ジタン・デ・ジタン
『ジタン・デ・ジタン』は宝塚歌劇団によって制作された舞台作品。花組公演。正式名はショー『ジタン・デ・ジタン』-夢狩人-。宝塚・東京は20場。作・演出は草野旦。併演作品は『ロマノフの宝石』。

## 公演期間と公演場所
- 1989年6月30日 - 8月8日　宝塚大劇場[1]
- 1989年12月2日 - 12月26日　東京宝塚劇場[2]
- 1990年2月3日 - 2月13日　名古屋・中日劇場[3]

## 解説
※宝塚100年史（舞台編）の宝塚大劇場公演参考。
「ジタン」とはフランス語でジプシーを意味する。ジプシーの世界を題材を求め、哀愁漂う音楽とエネルギッシュなダンスで構成された、エスニックの香り豊かなショー作品。文明に疲れた男オーロが、耳が聞こえず口のきけないジプシー娘のジジと心を通じ合わせてデュエットダンスを踊る「奇蹟」は後に再演されるほどの名シーン。

## スタッフ（宝塚・東京）
※氏名の後ろに「宝塚」「東京」の文字がなければ両劇場共通。
- 作曲・編曲：寺田瀧雄・高橋城
- 音楽指揮：岡田良機（宝塚）、北沢達雄（東京）
- 振付：羽山紀代美・名倉加代子・家城比呂志・尚すみれ
- 装置：大橋泰弘
- 衣装：任田幾英
- 照明：勝柴次朗
- 小道具：万波一重
- 効果：切江勝
- 音響監督：松永浩志
- 演出助手：谷正純・木村信司・中村一徳
- 舞台進行：豊田登
- 制作：高野賢一
- 製作担当：長谷山太刀夫（東京）

## 配役

### 宝塚・東京
宝塚
- ル・ジタン、王、オーロ、歌手 - 大浦みずき[1]
- ジタンの男、ダンドラ、アルカナの男①、歌手 - 朝香じゅん[1]
- ホワイト・マリア、ジジ、歌手 - ひびき美都[1]
- ジプシークイーン - 宝純子[1]・北小路みほ[1]・月丘千景[1]
- ツィガーヌの男 - 磯野千尋[1]
- ジタンの男、火の鳥、歌手、ヒターノの女 - 瀬川佳英[1]
- ジタンの女、ツィガーヌの女 - 御織ゆみ乃[1]
- ジタンの女、歌手、アルカナの女① - 梢真奈美[1]
- ジタンの女、歌手 - 峰丘奈知[1]
- ジタンの男、ガロ、歌手 - 安寿ミラ[1]
- ジプシー伯爵 - 舵一星[1]
- 歌手 - 三矢直生[1]
- ジタンの男、ルダリ、歌手、ヒターノの女 - 真矢みき[1]
- 歌手 - 友麻夏希[1]
- 火の鳥の女 - 詩乃優花[1]
- リリー - 華陽子[1]
- ジプシー男爵 - 橘沙恵[1]

#### 東京の変更点
第5場　火の鳥(I)
- 火の鳥男S - 磯野千尋

第17場　エピローグ(I)
- チゴイネルの歌手 - 磯野千尋

### 中日劇場
- ル・ジタン、オーロ - 大浦みずき[3]
- ジタンの男S、ダンドラ、歌手 - 朝香じゅん[3]
- ジタンの女、ジジ - ひびき美都[3]
- ルダリ、ヒターノの女 - 真矢みき[3]